# Trochopsammia infundibulum
Espèce
Statut CITES
Trochopsammia infundibulum est une espèce de coraux appartenant à la famille des Dendrophylliidae.